# GSC4081-1258
GSC4081-1258 — хімічно пекулярна зоря спектрального класу A3, що має видиму зоряну величину в смузі V приблизно 0,0.